# Nationaal Overledenenregister
Het Nationaal Overledenenregister is een Nederlands bestand waarin persoonsgegevens van overleden personen zijn opgenomen. Dit register heeft als doel te voorkomen dat geadresseerd reclamedrukwerk naar overleden personen wordt gestuurd. Het register is op 1 maart 2006 opgestart door de Stichting Infofilter. Op 1 oktober 2009 is het beheer overgedragen aan Stichting Postfilter. De Nederlandse Reclame Code verplicht om bij het versturen van geadresseerde reclame dit register te raadplegen.
Nabestaanden en uitvaartverzorgers kunnen overledenen laten opnemen in het Nationaal Overledenenregister.